# 2002 VZ130
2002 VZ130, também escrito como 2002 VZ130, é um objeto transnetuniano que está localizado no Cinturão de Kuiper, uma região do Sistema Solar. Este corpo celeste é classificado como um cubewano. Ele possui uma magnitude absoluta de 7,3 e tem um diâmetro estimado com 153 km.

## Descoberta
2002 VZ130 foi descoberto no dia 9 de novembro de 2002, pelo astrônomo Marc W. Buie.

## Órbita
A órbita de 2002 VZ130 tem uma excentricidade de 0,092 e possui um semieixo maior de 45,806 UA. O seu periélio leva o mesmo a uma distância de 41,604 UA em relação ao Sol e seu afélio a 50,008 UA.